# 湯麥堅
湯麥堅（英語：Thomas William MCQUEEN，1989年11月3日—），香港男子橄欖球運動員，亦為香港男子七人欖球代表隊成員；其胞兄麥堅力同為港隊成員。

## 簡歷
2014年9月，湯麥堅代表香港參加南韓仁川舉行的亞運會七人欖球比賽，在決賽負於日本隊，奪得銀牌。